# Donja Stubica
Donja Stubica este un oraș în cantonul Krapina-Zagorje, Croația, având o populație de 5.680 de locuitori (2011).

## Demografie
Conform recensământului din 2011, orașul Donja Stubica avea 5.680 de locuitori. Din punct de vedere etnic, majoritatea locuitorilor (98,43%) erau croați. Apartenența etnică nu este cunoscută în cazul a 0,23% din locuitori. Din punct de vedere confesional, majoritatea locuitorilor (92,22%) erau catolici, cu o minoritate de persoane fără religie și atei (1,2%). Pentru 5,48% din locuitori nu este cunoscută apartenența confesională.